# Городоцька сільська рада (Ружинський район)
Городоцька сільська рада — колишня адміністративно-територіальна одиниця та орган місцевого самоврядування у Білилівському, Попільнянському і Ружинському районах Бердичівської округи, Київської й Житомирської областей з адміністративним центром у с. Городок.

## Населені пункти
Сільській раді були підпорядковані населені пункти:
- с. Городок

## Населення
Відповідно до перепису населення СРСР, станом на 17 грудня 1926 року, чисельність населення ради становила 1 559 осіб, з них, за статтю: чоловіків — 749, жінок — 810; етнічний склад: українців — 1 264, росіян — 38, євреїв — 10, поляків — 243, інші — 4. Кількість господарств — 355, з них, несільського типу — 13.
Відповідно до результатів перепису населення СРСР, кількість населення ради, станом на 12 січня 1989 року, становила 695 осіб.
Станом на 5 грудня 2001 року, відповідно до перепису населення України, кількість мешканців сільської ради становила 560 осіб.

## Склад ради
Рада складалася з 12 депутатів та голови.

## Керівний склад сільської ради
| ПІБ                           | Основні відомості                                                 | Дата обрання | Дата звільнення |
| ----------------------------- | ----------------------------------------------------------------- | ------------ | --------------- |
| Бідненко Іван Омелянович      | Сільський голова, 1948 року народження, освіта, безпартійний      | 26.03.2006   | 31.10.2010      |
| Мочульський Віталій Антонович | Сільський голова, 1956 року народження, освіта вища, безпартійний | 31.10.2010   |                 |

Примітка: таблиця складена за даними джерела

## Історія
Створена 1923 року в с. Городок Ширмівської волості Бердичівського повіту Київської губернії. На 17 грудня 1926 року в підпорядкуванні перебувають лісова сторожка Власенки та ферма Райки. Станом на 1 жовтня 1941 року ліс. стор. Власенки не перебуває на обліку населених пунктів.
Станом на 1 вересня 1946 року сільська рада входила до складу Ружинського району Житомирської області, на обліку в раді перебувало с. Городок; Райки не числяться на обліку населених пунктів.
27 червня 1969 року до складу ради включено новоутворене селище Городоцьке.
Станом на 1 січня 1972 року сільська рада входила до складу Ружинського району Житомирської області, на обліку в раді перебували с. Городок та сел. Городоцьке.
28 грудня 1990 року, відповідно до рішення Житомирської обласної ради, сел. Городоцьке передане до складу Зарудинецької сільської ради Ружинського району.
Виключена з облікових даних 17 липня 2020 року, відповідно до рішення Верховної Ради України № 807-ІХ. Територію та населені пункти ради, відповідно до розпорядження Кабінету Міністрів України № 711-р від 12 червня 2020 року «Про визначення адміністративних центрів та затвердження територій територіальних громад Житомирської області», включено до складу Ружинської селищної територіальної громади Бердичівського району Житомирської області.
Входила до складу Білилівського (7.03.1923 р.), Ружинського (27.03.1925 р., 4.01.1965 р.) та Попільнянського (30.12.1962 р.) районів.